# Sindrome di Beck-Fahrner
La sindrome di Beck-Fahrner, nota anche come BEFAHRS o deficit di TET3, è una rara malattia genetica causata da mutazioni del gene TET3. La presentazione clinica varia da individuo a individuo, ma tipicamente comprende ritardo globale dello sviluppo, lento progresso nelle attività mentali e fisiche, autismo, diminuzione del tono muscolare, epilessia e dismorfismo.
Le mutazioni nel gene TET3 interrompono la demetilazione del DNA durante l'embriogenesi, un processo di sviluppo dell'embrione che contribuisce alla formazione precoce del sistema nervoso. Queste possono essere dovute o da nuove mutazioni genetiche o essere ereditate in forma autosomica dominante. La diagnosi prevede test molecolari e genetici quando si ravvisano i sintomi e segni tipici della condizione. Il trattamento è di supporto, mirato al miglioramento della qualità della vita. Nel 2023, a circa 50 persone è stata diagnosticata tale condizione.

## Storia
La sindrome di Beck-Fahrner, inizialmente chiamata "deficit di TET3", è stata descritta per la prima volta nel 2020. È stato il primo casi di patologia umana riguardate la demetilazione del DNA ad essere scoperto. Nel 2023 questa condizione è stata diagnosticata a circa 50 persone in tutto il mondo.

## Eziologia

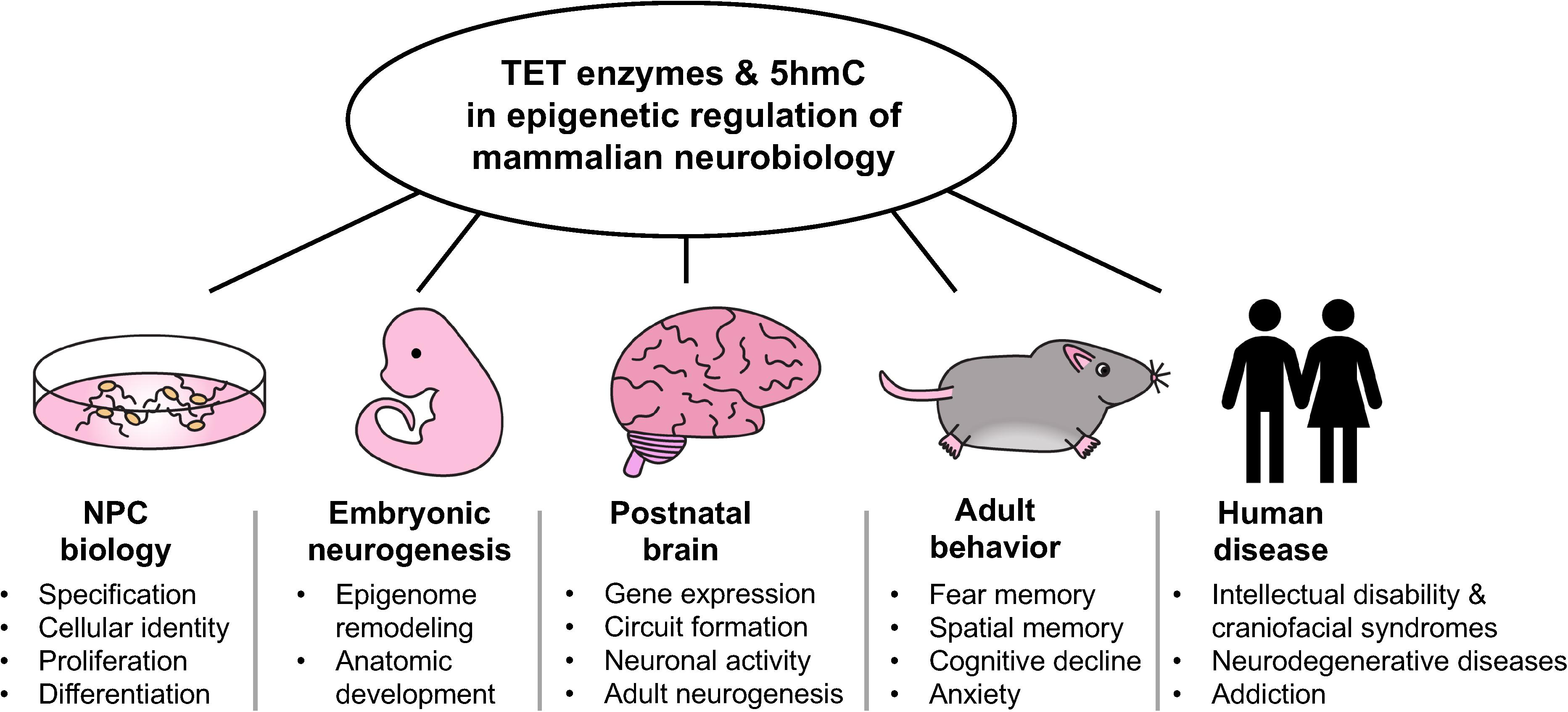
Riassunto del ruolo dell'enzima TET3 e 5-idrossimetilcitosina (5hmC) nella neurobiologia dei mammiferi

Il gene TET3 codifica per l'enzima tet metilcitosina diossigenasi 3 (TET3). La funzione di questo enzima è facilitare la conversione della 5-metilcitosina (5mC) in 5-idrossimetilcitosina (5hmC), un passaggio intermedio nella demetilazione del DNA, un processo epigenetico. L'enzima TET3 viene prodotto nelle cellule staminali embrionali durante l'embriogenesi contribuendo allo sviluppo del sistema nervoso sostenendo le cellule staminali neurali e successivamente favorendo la maturazione dei neuroni.
La sindrome di Beck-Fahrner è dovuta da mutazioni specifiche nel gene TET3 sul cromosoma 2 (2p13.1). Queste mutazioni possono essere eterozigoti (una copia normale e una copia mutata), eterozigoti composti (due diverse copie mutate) o omozigoti (due copie mutate identiche). Le mutazioni, che possono essere di vario tipo come nonsenso, missenso o frameshift, interrompono il normale processo di demetilazione del DNA durante lo sviluppo embrionale iniziale e la formazione del sistema nervoso. Questa interruzione porta ad un aumento dei siti CpG metilati, causando l'ipermetilazione del DNA.
Le mutazioni possono verificarsi a causa di nuove mutazioni genetiche durante l'embriogenesi o essere ereditate in modo tale che una copia del gene mutato sia sufficiente a causare la condizione. I segni e i sintomi possono variare da individuo a individuo come conseguenza delle differenze nell'espressione genica e della perdita parziale della funzione genetica.

## Segni e sintomi
La sindrome di Beck-Fahrner, viene chiamata anche "BEFAHRS", un acronimo che ricorda le principali caratteristiche della condizione: differenze comportamentali (Behavioral differences),  epilessia (Epilepsy), caratteristiche facciali (Facial features), autismo (Autistic features), ipotonia (Hypotonia), ritardo dello sviluppo psicomotorio (Retardation of psychomotor development) e differenze nelle dimensioni (Size).
I più comuni sintomi di disturbi del neurosviluppo associati alla sindrome di Beck-Fahrner comprendono un ritardo globale dello sviluppo, rallentamento nelle attività mentali e fisiche, ritardo nel linguaggio e difficoltà nelle capacità motorie sia fini che grossolane. Sono comunemente presenti disabilità intellettiva e di apprendimento. Più di due terzi degli individui affetti presentano autismo o disturbo socio-pragmatico della comunicazione. Inoltre, sono stati osservati nei pazienti affetti disturbo da deficit di attenzione e iperattività, tendenze ossessivo-compulsive, ansia, depressione e psicosi.
La diminuzione del tono muscolare è più evidente nei primi anni di vita. Ciò può causare difficoltà nell'alimentazione e stitichezza nei neonati. Nella prima infanzia, può ostacolare ulteriormente lo sviluppo delle capacità motorie e linguistiche e può portare a cambiamenti facciali ipotonici. L’epilessia e i convulsioni colpiscono oltre un terzo degli individui, mentre alcuni individui presentano disturbi motori e del movimento. Il coinvolgimento degli occhi può portare a disturbi della vista, del movimento degli occhi e strabismo, mentre il coinvolgimento dell'orecchio può provocare la perdita dell'udito. Gli individui affetti possono a volte dimostrare malformazioni cerebrali benigne riscontrabili negli studi di neuroimaging.
La maggior parte degli individui affetti dalla sindrome di Beck-Fahrner presentano tipiche caratteristiche facciali, tra cui il viso lungo con fronte ampia, orecchie sporgenti e palato arcuato. Le anomalie muscoloscheletriche comprendono cifosi, scoliosi, Ipermobilità articolare, displasia dell'anca e piedi piatti. In alcuni individui può manifestarsi una crescita eccessiva, presentandosi con caratteristiche quali una dimensione della testa più grande e un'alta statura; raramente ciò può essere correlato a ingrossamento del rene e del cuore. Al contrario, sono stati segnalati casi di dimensione della testa più piccola e ad una bassa statura. Cardiopatie congenite, stenosi pilorica, ernia inguinale, ipospadia e testicolo ritenuto sono stati osservati meno frequentemente.

## Diagnosi
La sindrome di Beck-Fahrner condivide sintomi e segni con altri diversi disturbi genetici tra cui la sindrome di Bainbridge-Ropers, la sindrome dell'X fragile, la sindrome di Heyn-Sproule-Jackson, la sindrome di Kabuki, la sindrome di Luscan-Lumish, la sindrome di Malan, la sindrome di Sotos e la sindrome di Tatton-Brown-Rahman. Al 2023 non esisteva un consenso chiaro sui criteri diagnostici per la sindrome di Beck-Fahrner. La diagnosi prevede la conferma della presenza di una mutazione patogena, o probabilmente patogena, del gene TET3 insieme all'identificazione di segni e sintomi caratteristici.
Vari metodi di test molecolari e genetici vengono utilizzati per identificare le mutazioni associate alla sindrome di Beck-Fahrner. Questi possono includere pannelli multigenici che incorporano il gene TET3, sequenziamento dell'intero genoma, sequenziamento dell'esoma, analisi della sequenza e test di un singolo gene seguiti da analisi mirate sulla delezione o duplicazione genica. Nel 2023 GeneReviews raccomandava il sequenziamento dell'esoma come test diagnostico di scelta per via della recente delineazione della condizione e della disponibilità limitata dell'analisi del gene TET3 sulla maggior parte dei pannelli multigenici.
In una pubblicazione del 2021 era stata riportata la scoperta di un distinto modello di metilazione del DNA o firma epigenetica, che dimostra l'ipermetilazione del DNA, unico per le mutazioni patogene e probabilmente patogene del gene TET3. Questa firma epigenetica può essere valutata attraverso l'analisi della metilazione del DNA su tutto il genoma del sangue intero, e può servire come strumento per confermare la patogenicità di una variante TET3 di significato incerto.

## Trattamento
Il trattamento per la sindrome di Beck-Fahrner è principalmente di supporto, con particolare attenzione al miglioramento della qualità della vita del paziente. Le cure sono coordinate dai centri di genetica medica e pediatria, coinvolgendo un team multidisciplinare di specialisti. A seconda dei sintomi specifici, possono essere consultati alcuni medici specialisti, tra cui neurologi per le convulsioni e i cardiologi per i difetti cardiaci. Interventi precoci, come le terapie per l’autismo e la partecipazione a programmi educativi speciali, come la terapia comportamentale e la logopedia, possono aiutare a gestire problemi legati allo sviluppo e della sfera cognitiva. La terapia fisica e occupazionale possono aiutare ad affrontare i sintomi fisici e, quando necessario, è possibile utilizzare tecnologie assistive come ausili per la mobilità e supporti per stare in piedi.
La consulenza genetica svolge un ruolo importante nell'educare i pazienti e le loro famiglie sulla condizione, nel valutare il rischio che altri membri della famiglia abbiano la malattia, nell'offrire indicazioni sulla pianificazione familiare e nel fornire informazioni sui test prenatali. Inoltre, i servizi sociali possono assiste i pazienti e le famiglie nel valutare opzioni di assistenza palliativa, di sollievo e, quando necessari, il ricovero in strutture protette.